# Rallye Merzouga
Le Rallye Merzouga est une course de rallye-raid créée en 2010 se déroulant au Maroc. La course tire son nom du village de Merzouga. Depuis 2016, l'épreuve est intégré aux Dakar Series.

## Palmarès
| Édition | Vainqueurs Catégorie Motos | Vainqueurs Catégorie Motos | Vainqueurs Catégorie Quads | Vainqueurs Catégorie Quads | Vainqueurs Catégorie SSV / SXS     | Vainqueurs Catégorie SSV / SXS |
| Édition | Pilote                     | Moto                       | Pilote                     | Quad                       | Pilote                             | SSV / SXS                      |
| ------- | -------------------------- | -------------------------- | -------------------------- | -------------------------- | ---------------------------------- | ------------------------------ |
| 2010    | Helder Rodrigues           | Yamaha                     | Camelia Liparoti           | KTM                        | Julien Roustan Daniel Pernot       | Polaris                        |
| 2011    | Jakub Przygonski           | KTM                        | Michel Scarcella           | CanAm                      | Oliver Abel Christian Manez        | Polaris                        |
| 2012    | Jacek Czachor              | KTM                        | Patrick Marto              | Polaris                    | Frederic Henrichy Thierry Costa    | Polaris                        |
| 2013    | Sam Sunderland             | Honda                      | Fernandez Covadonza        | KTM                        | Garry Connell Annie Seel           | Polaris                        |
| 2014    | Pål Anders Ullevålseter    | KTM                        | Diego Ortega Gil           | Yamaha                     | Frederic Henrichy Eric Bersey      | Polaris                        |
| 2015    | Alessandro Botturi (it)    | Yamaha                     | Diego Ortega Gil           | Yamaha                     | Roberto Tonetti Maurizio Dominella | Polaris                        |
| 2016    | Kevin Benavides            | Honda                      | Clemens Eicker             | E-ATV                      | Frederic Henrichy Éric Bersey      | Polaris                        |
| 2017    | Xavier de Soultrait        | Yamaha                     | Nicolas Cavigliasso        | Yamaha                     | Frederic Henrichy Éric Bersey      | Polaris                        |
| 2018    | Joan Barreda Bort          | Honda                      | Axel Dutrie                | Yamaha                     | Reinaldo Varela Gustavo Gugelmin   | Can-Am                         |
| 2019    | Adrien van Beveren         | Yamaha                     | Axel Dutrie                | Yamaha                     | Nasser Al-Attiyah Matthieu Baumel  | Can-Am                         |

## Galerie

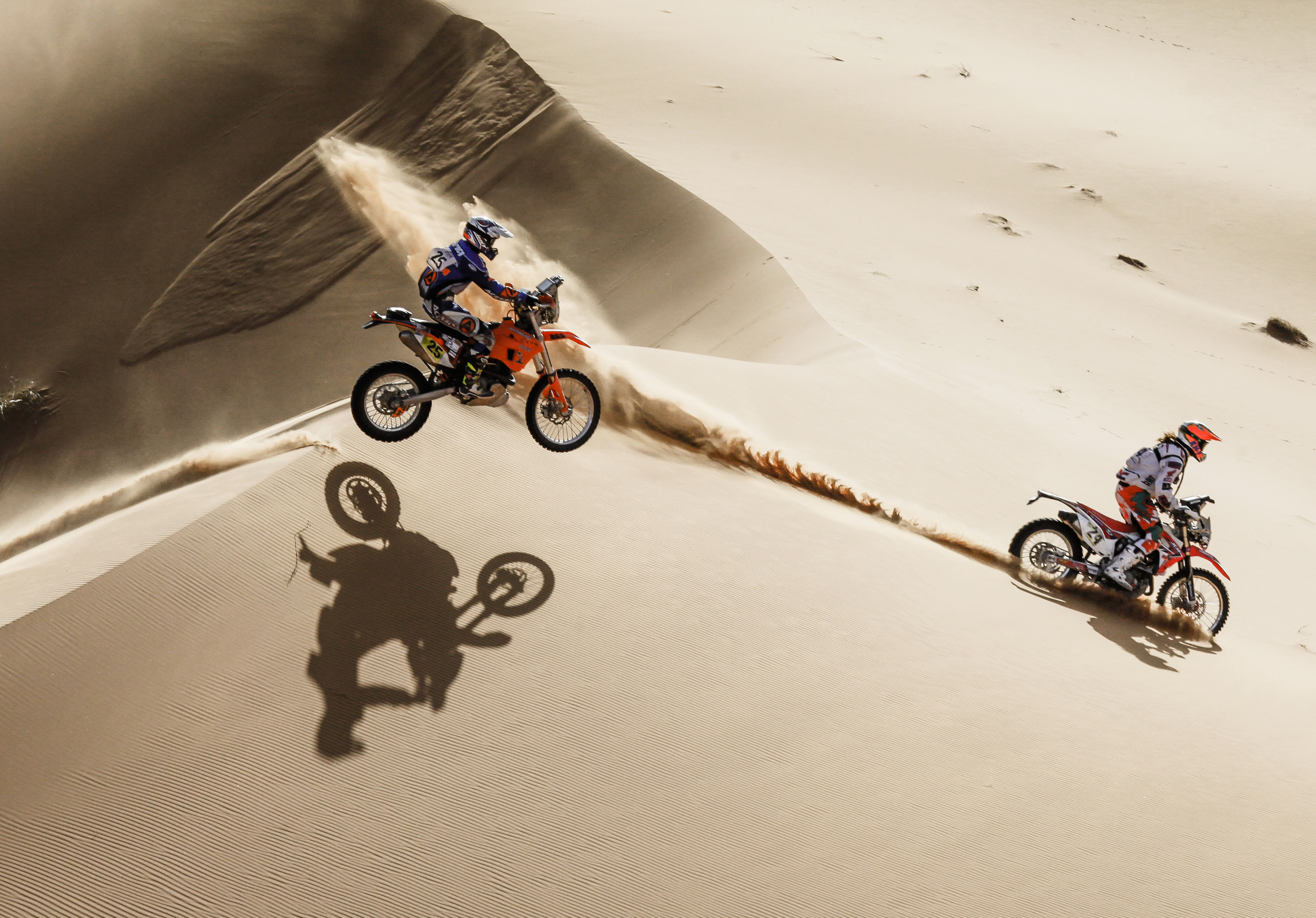
Laia Sanz et Arnold Brucy lors de l'édition 2014.
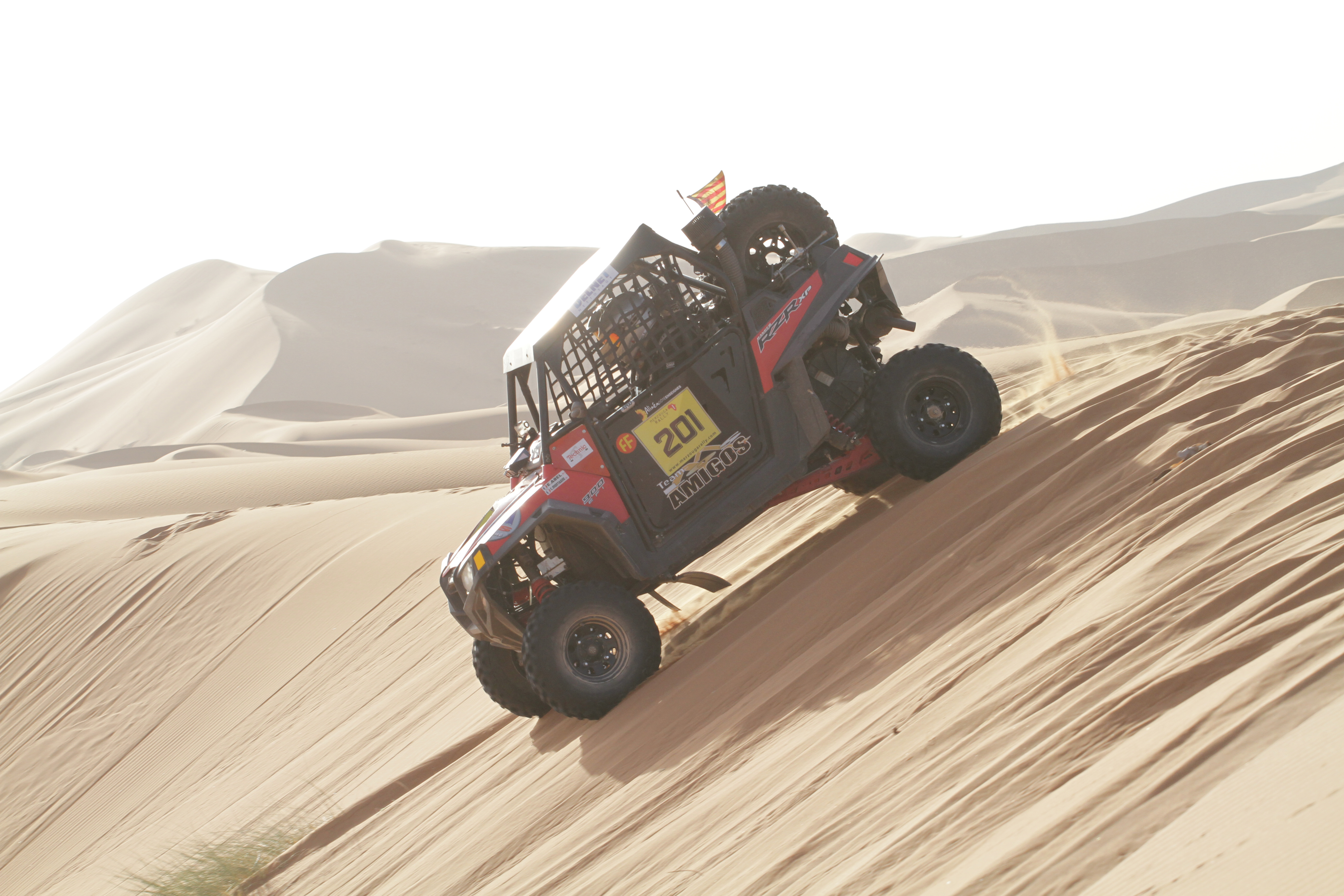
Un équipage SSV, toujours en 2014.
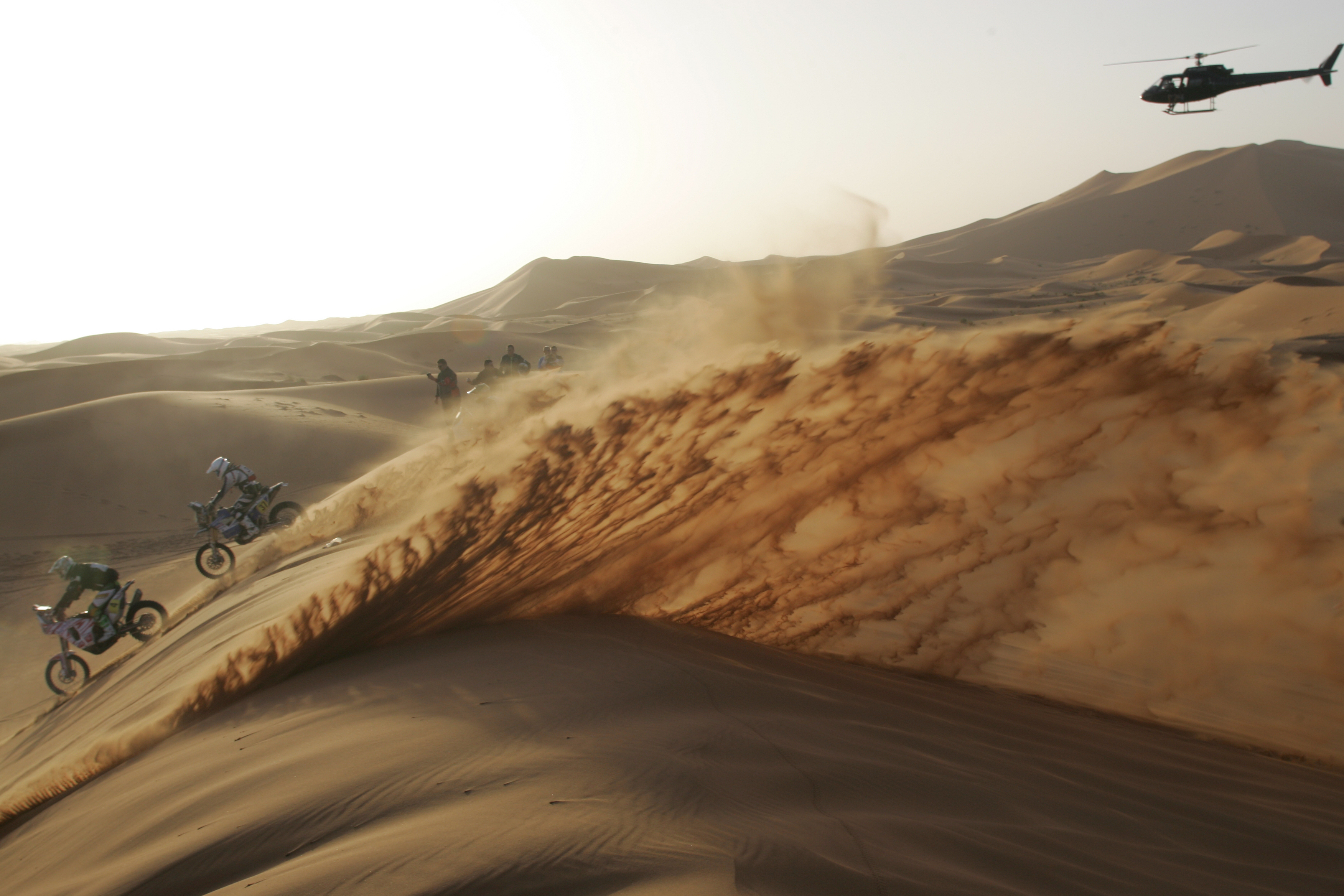
Panoramique avec deux motards en 2014.